# نجاد سینانویچ
نجاد سینانویچ (صربی‌کرواتی: Nedžad Sinanović؛ زادهٔ ۲۹ ژانویهٔ ۱۹۸۳) یک بازیکن بسکتبال اهل بوسنی و هرزگوین است.